# إيلي مايلون
إيلي مايلون، من مواليد 30 أكتوبر 1879، وتوفيت بتاريخ 26 سبتمبر 1961، هي ممثلة بريطانية، شاركت بعدة أفلام، ومنها فيلم اعترافات جاسوس نازي.